# عصر برنز در اروپا
عصر برنز در اروپا با مصنوعات برنزی و استفاده از ابزارهای برنزی شناخته می‌شود. عصر برنز منطقه‌ای جانشین عصر نوسنگی و عصر مس می‌شود و به دنبال آن عصر آهن می‌آید. این دوره با عصر برنز اژه‌ای در ۳۲۰۰ قبل از میلاد آغاز می‌شود و تمام هزاره دوم قبل از میلاد را در بر می‌گیرد (شامل فرهنگ‌های اونتیتزه، اوتومانی، عصر برنز بریتانیا، آرگاریک، عصر برنز نوردیک، تومولوس، نوراژیک، تراماره، اورنفیلد و لوساتی)، که تا حدود سال ۸۰۰ قبل از میلاد در اروپای مرکزی ادامه دارد.